# جاكس جونز
تيموسن لام (ولد باسم تيموسن فابيان كونغ واه آلو بتاريخ 25 يوليو عام 1987) المشهور باسمه جاكس جونز هو منسِّق موسيقيّ ومؤلِّف أغاني ومُنتج ألبومات وريمكسر إنجليزيّ. انشهر بعد ظهوره في أغنية «آي غوت يو» لدوك دومونت التي تصدَّرت لوائح المبيعات في عام 2014. واتبعَ ذلك بطرح عدَّة أغاني مفردة خاصّة ومنها أغنية «يو دونت نو مي» (2016) التي شاركت فيها المغنّية راي، وأغنية «إنستركشن» (2017) التي ظهرت فيها المغنّيتين ديمي لوفاتو وستيفلون دون. أصدر جاكس ألبوم الاستديو الأول في مسيرته الذي حمل عنوان «سناكس» بتاريخ 6 سبتمبر عام 2019. وسبقه إصدار أغنية «وان تاتش» التي ظهرت فيها المغنّية جيس غلين.